# Wierzchucin Stary
Wierzchucin Stary – przystanek osobowy w Starym Wierzchucinie, w województwie kujawsko-pomorskim, w Polsce.

## Ruch pasażerski
| Rok  | Wymiana pasażerska na dobę |
| ---- | -------------------------- |
| 2017 | 10-19                      |
| 2022 | 10-19                      |